# Инфляция

Уровень инфляции в мире за 2022 год

Инфля́ция (с лат. inflatio «вздутие») — устойчивое повышение общего уровня цен на товары и услуги; процесс обесценивания денег, падение их покупательной способности вследствие чрезмерного выпуска (эмиссии) или сокращения товарной массы в обращении при неизменном количестве выпущенных денег.
При инфляции цена идентичных товаров со временем увеличивается: на одну и ту же сумму денег по прошествии некоторого времени можно будет купить меньше товаров и услуг, чем прежде. По сути, покупательная способность денег снижается, деньги обесцениваются. Обесценивание денег приводит к повышению цен в рыночной экономике. В административно-командной системе хозяйствования обесценивание денег может не приводить к изменению цен, но возникает нарастающий товарный дефицит.
Инфляцию как длительный, устойчивый процесс следует отличать от разового роста цен (например, из-за денежной реформы или политического события). Инфляция не означает одновременный рост всех цен в экономике, потому что цены на отдельные товары и услуги могут понижаться или оставаться без изменения. Важно, чтобы изменялся общий уровень цен, то есть дефлятор ВВП.
Противоположным процессом является дефля́ция — снижение общего уровня цен.

## История

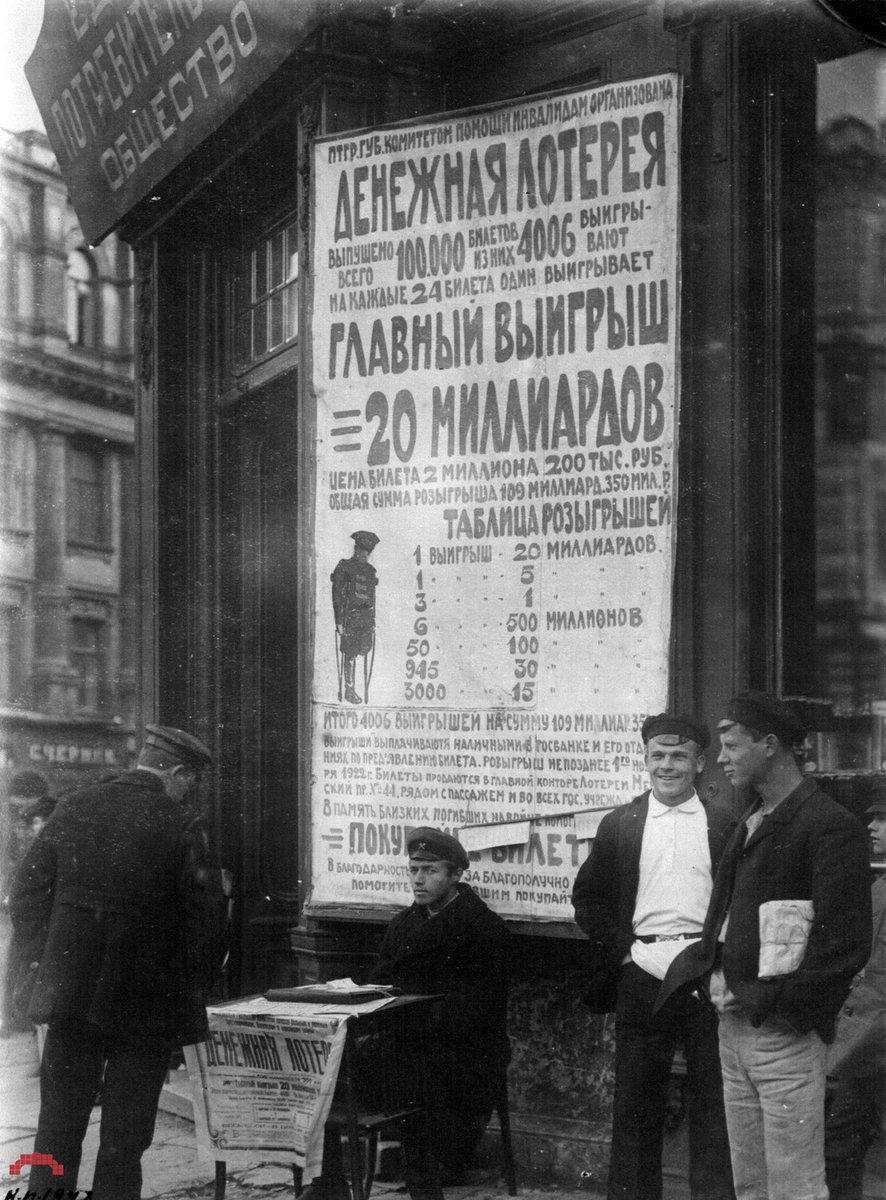
Рекламный плакат лотереи в помощь инвалидам. Петроград, 1921 год

Номинальные цены обычно тесно связаны с количеством денежного металла в монетах. В результате девальвации или «порчи монет» (уменьшении содержания драгоценного металла в монетах) цены могли существенно повышаться. Но в пересчёте на фиксированное количество денежного металла цены оставались стабильными. По сути, изменялся масштаб цен, а не структура стоимости.
В истории мировой экономики отмечались два случая резкого роста цен, связанных с падением стоимости металлов, из которых изготовлялись деньги, без изменения их количества в монетах.
1. После открытия Америки в европейские страны стало поступать много золота и особенно серебра из Мексики и Перу. За 50 лет с начала XVI века производство серебра возросло более чем в 60 раз. Это вызвало повышение к концу века товарных цен в 2,5—4 раза.
2. В конце 1840-х годов началась разработка калифорнийских золотых рудников. Вскоре после этого началась массовая золотодобыча в Австралии. Мировая добыча золота при этом возросла более чем в 6 раз, цены увеличились на 25—50 %. Инфляция этого вида наблюдалась по всему миру.

С повышением цен в результате поступления в оборот больших масс золота и серебра непосредственно связано возникновение количественной теории денег, согласно которой увеличение количества денег в обращении выступает причиной роста цен. С точки зрения стоимостной теории, рост денежной массы отражает снижение стоимости денежного материала, что при постоянной стоимости товаров выражается в требовании большего количества золота или серебра для эквивалентного обмена.
Для современных экономик, в которых роль денег исполняют обязательства, не имеющие собственной стоимости (фиатные деньги), незначительная инфляция считается нормой и находится обычно на уровне нескольких процентов в год. Уровень инфляции обычно несколько увеличивается в конце года, когда растёт как уровень потребления товаров домохозяйствами, так и уровень расходов корпораций.

### Особенности инфляции в СССР
В СССР в предвоенное десятилетие и в последние годы жизни Сталина политика правительства приводила к длительному периоду снижения розничных цен (дефляции) при постепенном повышении заработной платы. Инфляция в таких условиях может носить скрытый характер и называется подавленной. Естественным следствием подавленной инфляции был товарный дефицит из-за отсутствия равновесия между денежной и товарной массой. Лауреат Нобелевской премии Милтон Фридман сказал: 

Мы, экономисты, знаем не очень много, но мы знаем, как создать дефицит. Если вы хотите создать дефицит, например, помидоров, нужно просто принять закон, по которому розничные торговцы не могут продавать помидоры более чем за два цента за фунт. Мгновенно вы будете иметь дефицит помидоров.

## Причины инфляции
В экономической науке различают следующие причины инфляции:
1. Рост государственных расходов, для финансирования которых государство прибегает к денежной эмиссии, увеличивая денежную массу сверх потребностей товарного обращения. Наиболее ярко выражено в военные и кризисные периоды.
2. Чрезмерное расширение денежной массы за счёт массового кредитования, причём финансовый ресурс для кредитования берётся не из сбережений, а из эмиссии необеспеченной валюты.
3. Монополия крупных фирм на определение цены и собственных издержек производства, особенно в сырьевых отраслях.
4. Монополия профсоюзов, которая ограничивает возможности снижения заработной платы, что приводит к общему росту издержек (см. также эффект храповика).
5. Сокращение реального объёма национального производства, которое при стабильном уровне денежной массы приводит к росту цен, так как меньшему объёму товаров и услуг соответствует прежнее количество денег.
6. Увеличение и ввод новых государственных налогов, пошлин, акцизов и т. д., при стабильном уровне денежной массы.

В ходе особо сильных инфляций, как например, в России во время Гражданской войны, или Германии 1920-х гг. денежное обращение может уступить место натуральному обмену.

### Монетаристский подход

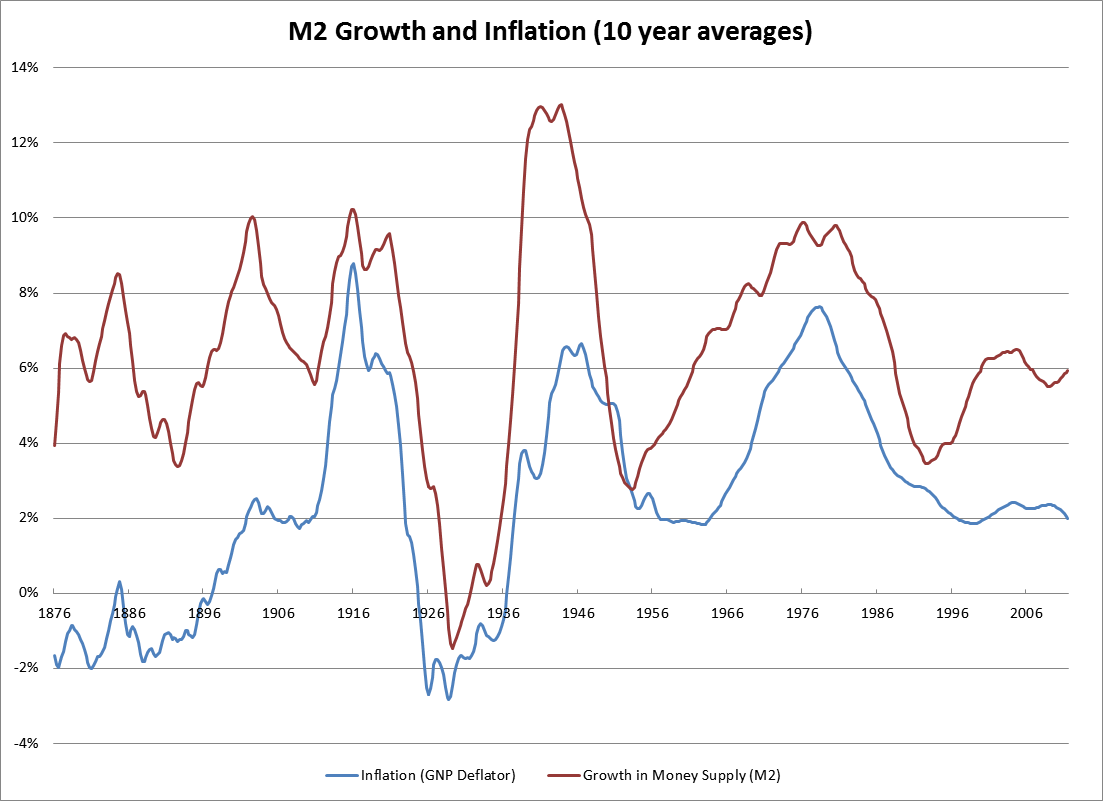
Инфляция сильно коррелирует с ростом денежной массы (М2) на протяжении длительных периодов

Монетаризм считает, что инфляция вызвана, в основном, денежными факторами, то есть финансовой политикой государства. Милтон Фридман утверждал, что «Инфляция всегда и везде является денежным феноменом».
Монетаристы исходят из того, что экономический рост определяется экзогенно и не зависит от темпов роста денежной массы, а скорость обращения денег относительно стабильна, поэтому, учитывая уравнение обмена
{\displaystyle MV=PQ},
где {\displaystyle M} — номинальная денежная масса, {\displaystyle V} — скорость обращения денег, {\displaystyle P} — уровень цен, {\displaystyle Q} — объём выпуска,
получим, что инфляция (темп роста цен) равна темпу роста денежной массы.
Для борьбы с инфляцией монетарными методами обычно предлагается так называемая «политика дорогих денег». Основная задача — уменьшить объём денег в обращении или замедлить скорость обращения денег. К этому способны привести:
- повышение налоговой нагрузки;
- снижение или заморозка заработной платы;
- снижение бюджетных расходов;
- сокращение объёмов кредитования.

## Классификация инфляции

### По характеру проявления
Датский экономист Б. Хансен ввёл понятия открытой и подавленной (скрытой) инфляции. Открытая инфляция проявляется в продолжительном росте цен. Скрытая инфляция характеризуется тем, что цены и заработная плата находятся под жёстким контролем государства, а основной формой выражения является товарный дефицит. В СССР инфляция была скрытой.
Неравномерный рост цен по товарным группам порождает неравенство норм прибылей, стимулирует отток ресурсов из одного сектора экономики в другой (в России из промышленности и сельского хозяйства в торговлю и финансово-банковский сектор)
Подавление инфляции характеризуется внешней стабильностью цен при активном вмешательстве государства. Административный запрет повышать цены обычно приводит к нарастающему дефициту тех товаров, на которые цены должны были бы повыситься без государственного вмешательства, не только из-за первоначального повышенного спроса, но и в результате снижения предложения. Государственное субсидирование разницы в ценах для производителя или потребителя не сокращает предложение, но дополнительно стимулирует спрос.

### По темпу роста

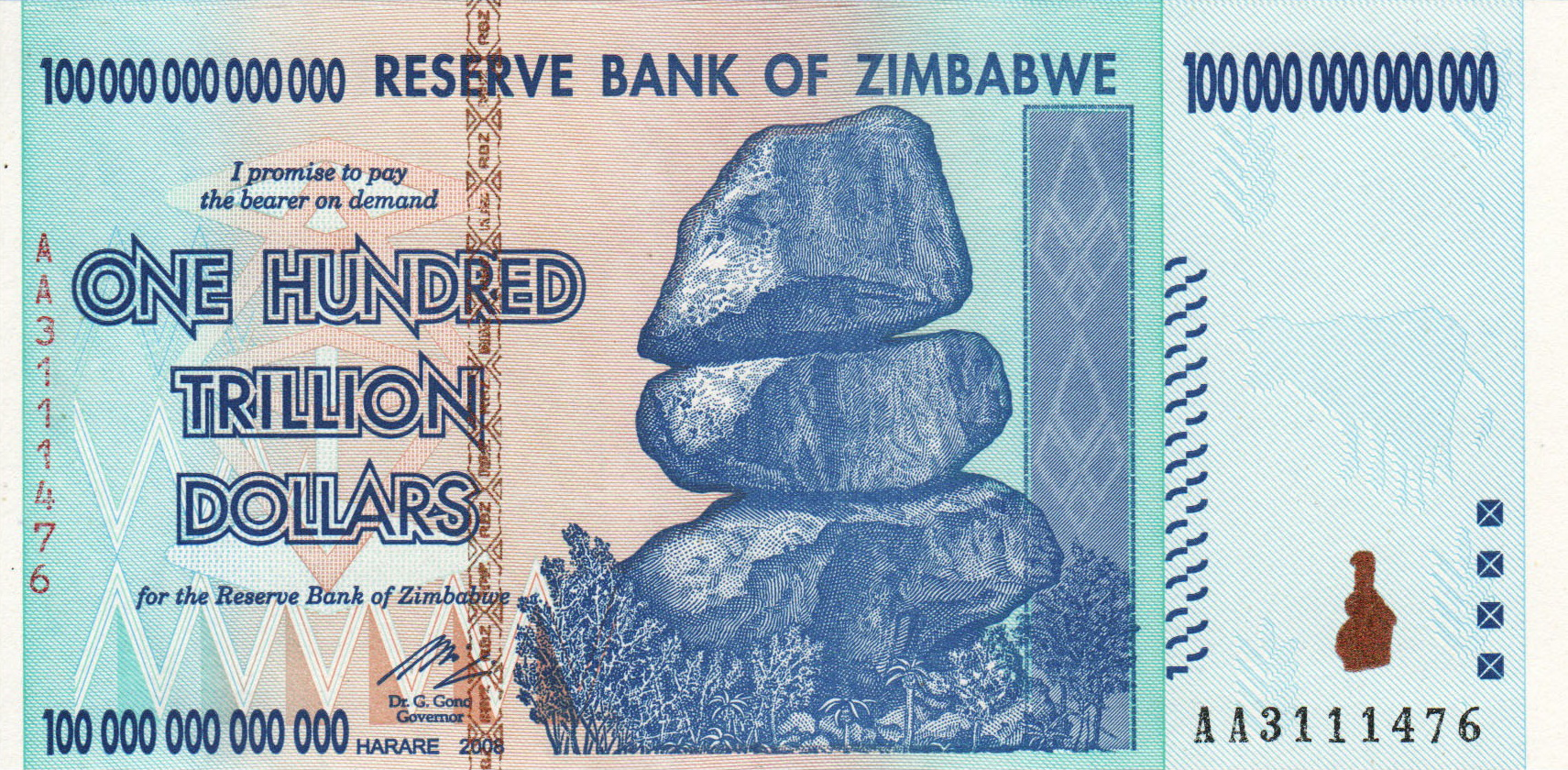
Купюра доллара Зимбабве достоинством в сто триллионов долларов

В зависимости от темпов роста различают:
1. Ползучую (умеренную) инфляцию (рост цен менее 10 % в год)[4]. Некоторые экономисты рассматривают её как элемент нормального развития экономики, так как, по их мнению, незначительная инфляция (сопровождаемая соответствующим ростом денежной массы) способна при определённых условиях стимулировать развитие производства, модернизацию его структуры. Рост денежной массы ускоряет платёжный оборот, удешевляет кредиты, способствует активизации инвестиционной деятельности и росту производства. Рост производства, в свою очередь, приводит к восстановлению равновесия между товарной и денежной массами при более высоком уровне цен. Средний уровень инфляции по странам ЕС за последние годы составил 3—3,5 %. Вместе с тем всегда существует опасность выхода ползучей инфляции из-под государственного контроля. Она особенно велика в странах, где отсутствуют отработанные механизмы регулирования хозяйственной деятельности, а уровень производства невысок и характеризуется наличием структурных диспропорций;
2. Галопирующую инфляцию (годовой рост цен от 10 до 50 %)[4]. Опасна для экономики, требует срочных антиинфляционных мер. Преобладает в развивающихся странах;
3. Гиперинфляцию (цены растут очень быстро, в разных источниках от 50[4][15] до нескольких тысяч[16] и даже десятков тысяч[17][18] процентов в год). Возникает за счёт того, что для покрытия дефицита бюджета правительством выпускается избыточное количество денежных знаков. Парализует хозяйственный механизм, при ней происходит переход к бартерному обмену. Обычно возникает в военные или кризисные периоды.

Используют также выражение хроническая инфляция для длительной по времени инфляции.

### По уровню агрегирования
Кроме официальной инфляции, характерной для отдельной страны или региона, выделяют личную инфляцию для отдельного домохозяйства. Набор товаров и услуг, которые покупает домохозяйство, может отличаться от среднестатистического набора, поэтому личная инфляция может отличаться от официальной как в большую, так и в меньшую сторону.

### По иным основаниям
Стагфляцией называют ситуацию, когда инфляция сопровождается падением производства (стагнацией).
Экономисты из инвестиционного банка «Goldman Sachs» для обозначения резкого роста цен на аграрную продукцию придумали новый термин: «Агфляция» (аграрная инфляция). Высокие темпы агфляции зафиксированы два года подряд: в 2006 году индекс цен на продовольствие, рассчитываемый Goldman Sachs, увеличился на 26 процентов; в 2007 году его рост составил 41 процент.
При шринкфляции наблюдается снижение производителем количества товара в привычной упаковке при сохранении отпускной цены. Уменьшая объём товара, производители пытаются скрыть от покупателей рост цены на товар, то есть инфляцию.

## Методы измерения инфляции

### Индекс потребительских цен
Наиболее распространенным методом измерения инфляции является индекс потребительских цен (англ. Consumer Price Index, CPI), который рассчитывается для фиксированной корзины товаров. Индекс измеряет соотношение стоимости корзины в отчетном и базовом периодах. С математической точки зрения, ИПЦ является индексом Ласпейреса.
В России Федеральная служба государственной статистики публикует официальные индексы потребительских цен, которые характеризуют уровень инфляции. Кроме того, эти индексы используются как поправочные коэффициенты, например, при расчёте размера компенсаций, ущерба и тому подобное. Если изменить методику расчёта, то при тех же изменениях цен на потребительском рынке результаты могут существенно отличаться от официальных. В то же время эти неофициальные результаты не могут учитываться в реальной практике; например, на них нельзя сослаться в суде. Наиболее спорным моментом является состав потребительской корзины как по наполненности, так и по изменяемости. Корзина может ориентироваться на реальную структуру потребления. Тогда со временем она должна меняться. Но любое изменение в составе корзины делает несопоставимыми предыдущие данные с текущими. Индекс инфляции искажается. С другой стороны, если не менять корзину, через некоторое время она перестанет соответствовать реальной структуре потребления. Она будет давать сопоставимые результаты, но не будет соответствовать реальным затратам и не будет отражать их реальную динамику.
Кроме обычного индекса, рассчитываются также базовые индексы потребительских цен. Индекс базовой инфляции входит в индекс потребительских цен. При этом он исключает краткосрочные неравномерные изменения цен под влиянием отдельных факторов, которые носят административный, событийный, а также сезонный характер. БИПЦ рассчитывается для той же корзины товаров и услуг, что и обычный ИПЦ за исключением отдельных видов товаров и услуг, цены на которые регулируются государством и/или в значительной степени носят сезонный характер.

### Прочие индексы
Помимо индекса потребительских цен существуют другие методы, которые позволяют рассчитать инфляцию. Как правило, используются несколько основных методов:
- Индекс цен производителей (англ. Producer Price Index, PPI) — отражает себестоимость производства без учёта добавочной цены дистрибуции и налогов с продаж. Значение PPI опережает по времени данные CPI.
- Индекс расходов на проживание (англ. Cost-of-living Index, COLI) — учитывает баланс повышения доходов и роста расходов.
- Индекс цены активов — акций, недвижимости, цены заёмного капитала и прочее. Обычно цены на активы растут быстрее цен потребительских товаров и стоимости денег. Поэтому владельцы активов вследствие инфляции только богатеют. Примером может служить индекс цен на недвижимость Кейса-Шиллера.
- Дефлятор ВВП (англ. GDP Deflator) — рассчитывается как изменение в цене на группы одинаковых товаров. С математической точки зрения, дефлятор является индексом Пааше, в котором набор товаров меняется в каждом периоде.
- Паритет покупательной способности национальной валюты и изменение курса валют.

Благодаря развитию информационных технологий стало возможным строить альтернативные показатели инфляции.
- Индекс цен онлайн магазинов строится на основе автоматической обработки (парсинга) страниц онлайн магазинов. Примером такого подхода может служить проект The Billion Prices Project[27].
- Индексы среднего чека строятся на основе опросов потребителей, которые сканируют кассовые чеки, полученные в магазинах. Примером может служить индекс исследовательского холдинга РОМИР[28].

Так как все индексы измеряют одно и то же явление (рост общего уровня цен), то они сильно коррелируют между собой, хотя и могут отличаться по величине.

## Моделирование инфляции

### Модель Фридмана
Модель Фридмана исходит из реального спроса на деньги как функции реального дохода и ожидаемой инфляции, причём ожидания предполагаются предельно рациональными, то есть равными фактической инфляции. Для данной модели можно определить уровень инфляции, при котором реальный сеньораж максимален — т. н. оптимальная инфляция. При прочих равных условиях этот уровень инфляции тем ниже, чем выше темпы экономического роста. Если фактическая инфляция выше «оптимальной», то дополнительная эмиссия денег лишь ускорит инфляцию и может привести к отрицательному реальному сеньоражу. Эмиссия денег возможна, если фактическая инфляция ниже «оптимальной».

### Модель Кейгана
Модель гиперинфляции Кейгана основана на модели зависимости реального спроса на деньги только от инфляционных ожиданий, которые формируются адаптивно. При низких значениях скорости адаптации ожиданий и малой эластичности спроса на деньги по инфляционным ожиданиям данная модель описывает фактически равновесную ситуацию, когда инфляция равна темпу роста денежной массы (что согласуется с количественной теорией денег). Однако, при высоких значениях указанных параметров модель приводит к неуправляемой гиперинфляции несмотря на постоянный темп роста денежной массы. Из этого следует, что в таких условиях для снижения уровня инфляции требуются меры, снижающие инфляционные ожидания экономических агентов.

### Модель Бруно — Фишера
Модель Бруно — Фишера учитывает зависимость спроса на деньги не только от инфляционных ожиданий, но и от ВВП, точнее используется такая же функция, как и в модели Кейгана, но для удельного (на единицу ВВП) спроса на деньги. Таким образом, в данной модели, кроме темпа роста денежной массы, появляется (постоянный) темп роста ВВП. Кроме этого, в модели вводится бюджетный дефицит и анализируется влияние бюджетного дефицита и способов его финансирования (чистая эмиссия денег или смешанное финансирование за счёт эмиссии и заимствований) на динамику инфляции. Таким образом, модель позволяет углубить анализ последствий монетарной политики.

### Модель Сарджента — Уоллеса
Модель Сарджента — Уоллеса также учитывает возможность эмиссионного и долгового финансирования дефицита бюджета, однако исходит из того, что возможности наращивания долга ограничены спросом на государственные облигации. Ставка процента превышает темп роста выпуска, поэтому с некоторого момента финансирование дефицита становится возможным только за счёт сеньоража, что означает увеличение темпов роста денежной массы и инфляцию. Модель исходит из того, что денежная политика не способна повлиять на темп роста реального выпуска и реальную процентную ставку (они задаются экзогенно в модели). Основной вывод модели, который кажется на первый взгляд парадоксальным, заключается в том, что сдерживающая кредитно-денежная политика сегодня неизбежно приводит к росту уровня цен завтра и, более того, она может привести к росту текущей инфляции. Такой вывод следует из того, что экономические агенты ожидают, что правительство в будущем должно будет перейти от долгового финансирования к эмиссионному, и низкий темп роста денежной массы сегодня означает высокий темп в будущем, что вызовет инфляцию. Ожидание инфляции в будущем может вызвать инфляцию уже в настоящем, несмотря на сдерживающую кредитно-денежную политику. Таким образом инфляция при долговом финансировании может быть даже больше, чем при эмиссионном. Единственно надёжным средством становится достижение профицита бюджета.

## Методы борьбы с инфляцией
Обычно применяют такие меры по регулированию денежной массы: увеличение учётной ставки национального банка, повышение нормы банковских резервов, продажа государственных облигаций, уменьшение эмиссии денег и т.д. При значительной и трудно контролируемой инфляции могут перейти на мультивалютную систему. 

## Оценка влияния инфляции
Инфляция может оказывать как положительное, так и отрицательное влияние на социально-экономические процессы. Инфляция оказывает стимулирующее влияние на товарооборот не только за счёт номинального увеличения цен, но и ожидание роста цен в будущем побуждает потребителей приобретать товары сегодня.
Инфляция может рассматриваться как неофициальный налог государства, уплачиваемый держателями реальных денежных остатков, поскольку денежный капитал обесценивается во время инфляции. Снижается экономическое благосостояние тех, кто имеет денежные накопления, если обычный банковский процент ниже уровня инфляции. Государство может получать дополнительные доходы из-за инфляции при прогрессивной системе налогообложения.
В экономике с неполной занятостью умеренная инфляция, незначительно сокращая реальные доходы населения, заставляет его больше и лучше работать.
По мнению американского экономиста, лауреата Нобелевской премии по экономике 1976 года Милтона Фридмана: «Инфляция — одна из форм налогообложения, не нуждающаяся в законодательном одобрении».
Экономисты, преимущественно кейнсианцы, полагают, что у небольшой (ползучей) и стабильной инфляции есть и положительные черты. Предприниматели, бравшие кредит до повышения цен, легко оплачивают свои долги и берут новые займы, ожидая, что рост цен облегчит расплату. Люди, которые хранят свои сбережения «в кубышке», решают хранить их в банках, чтобы хоть в какой-то степени уберечь их от обесценивания. Это приводит к стимулированию капитальных вложений в производство. Те же кейнсианцы утверждают что незначительная инфляция может привести к феномену «реальных денег из воздуха», то есть незначительная сумма новых фиатных денег, может остаться для рынка незаметной и стимулировав товарооборот и спрос который рождает предложение, со временем покроется необходимой суммой товаров и услуг, что сделает эти деньги абсолютно твердыми и обеспеченными. При этом есть серьёзный риск нарушить хрупкий баланс и наращивая темпы выпуска банкнот вызвать уже гиперинфляцию, которая очень вредна.
Инфляция несмотря на её риск и потенциальный вред не раз использовалась политиками, на данный момент в мире есть страны с развитой экономикой, в которых инфляция превышает 12 % и это не приводит к кризису.